# Чужой князь (фильм)

Кадр из фильма «Чужой князь»

«Чужой князь» (нем. Der fremde Fürst) другое название «Драма расовых противоположностей» — немецкий чёрно-белый немой художественный фильм, снятый в 1918 году режиссёром Паулем Вегенером на киностудии Projektions-AG Union.
Премьера фильма состоялась в ноябре 1918 г.

## Сюжет
Йори, темнокожий наследник трона островной империи, отправляется в поездку по Европе и влюбляется в Еву, красавицу-дочь торговца Бродерсена. Отец выступает против этих отношений. Но поскольку Ева также любит Йори, она покидает дом своего отца. В ответ Бродерсен перестаёт обеспечивать любовников деньгами, после чего они начинают ощущать острые финансовые проблемы и нужду. Ева вынуждена устроиться танцовщицей в экзотическое варьете. Йори начинает ревновать Еву, устраивает ей сцены. Девушка наконец возвращается к отцу, Йори сходит из-за этого с ума и умирает.

## В ролях
- Пауль Вегенер — Хидде Йори, сын и наследник, принц Асуана
- Лида Салмонова — Ева Бродерсен
- Густав Ботц — Бродерсен, торговец, отец Евы
- Рохус Глизе — Дюссинг
- Маргарет Купфер — госпожа Хоне, арендодатель
- Адольф Эдгар Личо — директор эстрадного коллектива
- Уолтер Норберт — слуга Бродерсена
- Пауль Пассарге — сотрудник Бродерсена
- Ганс Штюрм — Шмитц, глава зарубежного филиала
- Франц Вердье — Менеджер по работе с клиентами
- Эльза Вагнер

Первоначально фильм состоял из четырёх частей и был снят в самом конце Первой мировой войны летом 1918 года в студии
Берлин-Темпельхоф. В сентябре 1918 года прошёл цензуру и был запрещён для просмотра молодежью. Повторно подвергнут цензуре 21 мая 1921 года.
Фильм является одним из самых малоизвестных произведений актёра и режиссёра Пауля Вегенера, прошёл почти незамеченным кинокритиками, так как впервые был показан в бурный период окончания Первой мировой войны до провозглашения Веймарской республики.
Ныне считается считается утерянным фильмом.